# Cove City
Cove City est une ville américaine située dans le comté de Craven dans l'État de Caroline du Nord. En 2010, sa population était de 399 habitants.

## Démographie
| 1910 | 1920 | 1930 | 1940 | 1950 | 1960 |
| ---- | ---- | ---- | ---- | ---- | ---- |
| 308  | 258  | 194  | 371  | 465  | 551  |

| 1970 | 1980 | 1990 | 2000 | 2010 | - |
| ---- | ---- | ---- | ---- | ---- | - |
| 485  | 500  | 497  | 433  | 399  | - |

## Source de la traduction
- (en) Cet article est partiellement ou en totalité issu de l’article de Wikipédia en anglais intitulé « Cove City, North Carolina » (voir la liste des auteurs).